# Anna Turró i Casanovas
Anna Turró i Casanovas (n. 1975 a Calella), és una escriptora i traductora catalana de novel·la romàntica des de 2008, que signa les seves novel·les com Anna Casanovas i sota el pseudònim d'Emma Cadwell les seves novel·les amb elements paranormals. Va ser membre fundadora de l'Associació d'Autores Romàntiques d'Espanya (ADARDE).

### Com a Anna Casanovas

#### La familia Martí
1. Nadie como tú (2008)
2. A fuego lento (2009)
3. Dulce locura (2010)
4. Hotel California (2012)

#### La Hermandad del Halcón
1. Todo por tu amor (2010)
2. Te di mi alma (2011)
3. Perdido (2012)

#### Nualart
1. Doce años y un instante (2013)
2. Saltar al vacío (2014)

#### Malditos bastardos
1. Sin miedo a nada (2013)

#### Las reglas del juego
1. Las reglas del juego (2014)
2. Cuando no se olvida (2014)
3. Donde empieza todo (2014)
4. Fuera de juego (2015)

### Com a Emma Cadwell

#### Los Guardianes de Alejandría
1. Plenilunio (2010)
2. Oscuridad (2011)
3. Infierno (2012)

Serie:
1. 1.Vanderbilt
2. El universo en tus ojos
3. Si todo desapareciera